# Správní obvod obce s rozšířenou působností Prachatice
Správní obvod obce s rozšířenou působností Prachatice je spolu se správním obvodem ORP Vimperk jedním ze dvou správních obvodů rozšířené působnosti obcí v okrese Prachatice v Jihočeském kraji. Správní obvod zahrnuje města Husinec, Netolice (POÚ), Prachatice (POÚ), Vlachovo Březí, Volary (POÚ) a dalších 39 obcí.

## Charakteristika území
Správní obvod se rozkládá na jihozápadě Jihočeského kraje. Na jihu sousedí s Rakouskem a se správním obvodem ORP Český Krumlov, na jihozápadě a Německem, na západě se správním obvodem ORP Vimperk, na severu se správními obvody ORP Strakonice a ORP Vodňany, na východě se správním obvodem ORP České Budějovice. Na území se rozkládá pohoří Šumava a téměř polovinu území tak zahrnují lesy.

## Statistické údaje
Rozloha správního obvodu čítá 841 km2 a v roce 2019 v něm žilo 33,5 tisíce obyvatel.
Správní obvod zahrnuje 44 obcí, z toho 5 měst a 3 městyse. Města Prachatice, Netolice a Volary jsou zároveň obcemi s pověřeným obecním úřadem.

## Seznam obcí
Poznámka: Města jsou vyznačena tučně, městyse kurzívou, místní části malince.
- Babice (Zvěřetice)
- Bohunice
- Budkov
- Bušanovice
- Drslavice (Chválov, Škarez 1.díl, Švihov, Trpín)
- Dub (Borčice, Dubská Lhota, Dvorec, Javornice)
- Dvory
- Hracholusky (Obora, Vrbice, Žitná)
- Husinec (Horouty, Výrov)
- Chlumany
- Chroboly (Leptač, Lučenice, Ovesné, Příslop, Rohanov, Záhoří)
- Chvalovice
- Kratušín (Chlístov)
- Křišťanov (Arnoštov, Markov)
- Ktiš (Březovík, Dobročkov, Ktiš-Pila, Miletínky, Smědeč, Smědeček, Tisovka, Třebovice)
- Lažiště
- Lenora (Houžná, Kaplice, Vlčí Jámy, Zátoň)
- Lhenice (Dolní Chrášťany, Horní Chrášťany, Hoříkovice, Hrbov, Třebanice, Třešňový Újezdec, Vadkov, Vodice)
- Lipovice (Konopiště)
- Lužice
- Mahouš
- Malovice (Holečkov, Hradiště, Krtely, Malovičky, Podeřiště)
- Mičovice (Frantoly, Jáma, Klenovice, Ratiborova Lhota)
- Nebahovy (Jelemek, Kralovice, Lažišťka, Zdenice)
- Němčice (Sedlovice)
- Netolice (Petrův Dvůr)
- Nová Pec (Popelná, Řetenice, Studenec)
- Olšovice (Hláska)
- Pěčnov
- Prachatice (Prachatice I, Prachatice II, Staré Prachatice, Ostrov, Městská Lhotka, Libínské Sedlo, Perlovice, Volovice, Stádla, Kahov, Podolí, Oseky)
- Radhostice (Dvorec, Libotyně, Lštění)
- Stožec (České Žleby, Dobrá)
- Strunkovice nad Blanicí (Blanička, Malý Bor, Protivec, Svojnice, Šipoun, Velký Bor, Žíchovec)
- Těšovice (Běleč, Bělečská Lhota)
- Tvrzice
- Újezdec
- Vitějovice
- Vlachovo Březí (Dachov, Dolní Kožlí, Doubrava, Horní Kožlí, Chocholatá Lhota, Mojkov, Uhřice)
- Volary (Chlum, Mlynářovice)
- Záblatí (Albrechtovice, Hlásná Lhota, Horní Záblatí, Křišťanovice, Řepešín, Saladín, Zvěřenice)
- Zábrdí
- Zbytiny (Blažejovice, Koryto, Skříněřov, Spálenec, Sviňovice)
- Želnava (Slunečná, Záhvozdí)
- Žernovice (Dubovice)

## Obyvatelstvo
| Rok  | Obyv.  | ± %    |
| ---- | ------ | ------ |
| 1869 | 52 601 | —      |
| 1880 | 55 993 | +6,4 % |
| 1890 | 53 462 | −4,5 % |
| 1900 | 52 503 | −1,8 % |
| 1910 | 53 047 | +1 %   |

| Rok  | Obyv.  | ± %     |
| ---- | ------ | ------- |
| 1921 | 52 112 | −1,8 %  |
| 1930 | 51 357 | −1,4 %  |
| 1950 | 29 910 | −41,8 % |
| 1961 | 29 592 | −1,1 %  |
| 1970 | 29 891 | +1 %    |

| Rok  | Obyv.  | ± %    |
| ---- | ------ | ------ |
| 1980 | 32 529 | +8,8 % |
| 1991 | 33 378 | +2,6 % |
| 2001 | 33 651 | +0,8 % |
| 2011 | 32 764 | −2,6 % |
| 2021 | 32 413 | −1,1 % |